# James M. Slattery
James M. Slattery (Chicago, 1878. július 29. – Lake Geneva, 1948. augusztus 28.) az Amerikai Egyesült Államok szenátora (Illinois, 1939–1940).